# حفاضة قماشية

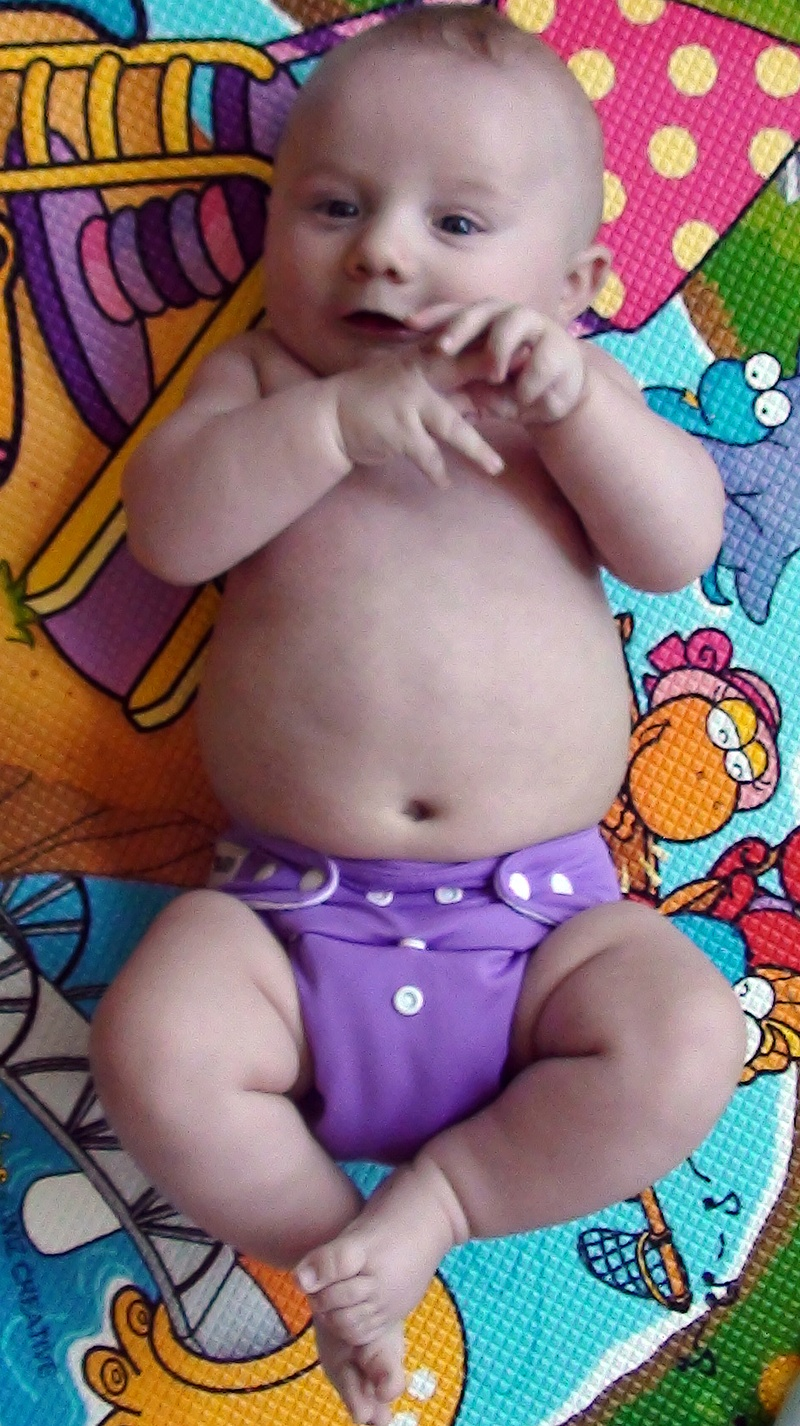
طفل يرتدى حفاضة قماشية.

حفاضات القماش هي عبارة عن حفاضات قابلة لإعادة الاستخدام مصنوعة من ألياف طبيعية أو مواد من صنع الإنسان أو مزيج من الاثنين. وغالبًا ما تكون مصنوعة من القطن الصناعي. مواد القماش الليفي الطبيعية الأخرى تشمل الصوف والخيزران والقنب.وتحتوي من الداخل على طبقة داخلية إضافية لزيادة كمية الامتصاص وتصنع من مواد طبيعية ومن الخارج طبقة خارجية مقاومة للماء من مادة بولي يوريثان (PUL). وتستخدم أقمشة البوليستر أو القماش المنسوج المصنوع من البوليستر داخل حفاضات القماش كبطانة قوية «لتبقى جافة» بسبب الخواص غير الماصة لهذه الألياف الصناعية. 